# Muldoon (Texas)
Pour les articles homonymes, voir Muldoon.
Muldoon est une ville située au sud-ouest du comté de Fayette, au Texas, aux États-Unis.